# Just Push Play
《Just Push Play》는 미국의 록 밴드 에어로스미스의 열세 번째 스튜디오 음반이다. 2001년 3월 6일에 발매되어 21세기 첫 번째 에어로스미스 음반이 되었다. 이 음반은 마티 프레데릭센과 마크 허드슨에 의해 공동 프로듀싱을 맡았다. 이 음반의 첫 싱글 음반 〈Jaded〉는 미국과 전 세계에서 주요 히트곡 10위 안에 들었다. 그 결과 《Just Push Play》는 발매 한 달 만에 플래티넘 인증을 받았다. 후속 싱글인 〈Fly Away from Here〉, 〈Sunshine〉, 〈Just Push Play〉는 일부 방송 시간을 얻었지만 핫 100에 영향을 미치지 못했다. 비록 후자의 두 곡은 미국의 메인스트림 록 차트에, 전자는 어덜트 톱 40에 올랐다.

## 음반 커버
소라야마 하지메가 디자인한 음반 커버에는 마릴린 먼로와 닮은 가이노이드가 그려져 있다.
2011년 드러머 조이 크레이머는 팬 "Q & A"에서 음반에 대한 몇 가지 질문에 답해 커버가 마음에 들지 않으며 음반에서의 플레이가 훌륭하다고 생각한다는 것을 밝혔다.
음반 커버 포스터는 니켈로디언 TV 시리즈 《드레이크와 조쉬》의 타이틀 캐릭터 방에 나온다.
사용하지 않는 음반에 몇 곡의 노래가 녹음되었다. 〈Ain't It True〉, 〈Easy〉, 〈Innocent Man〉, 〈I Love You Down〉, 그리고 〈Sweet Due〉는 이 세션에서 유래된 것으로 연결될 수 있다. 〈Angel's Eye〉은 《미녀 삼총사》의 사운드트랙에 사용되었다. 이 노래들은 저작권 레퍼토리에 수록되어 있고, 〈Do You Wonder〉라는 곡도 이 음반을 위해 녹음된 것으로 추정된다.

## 후보
이 음반은 2001년 베스트 록 음반(〈Just Push Play〉), 듀오나 그룹의 베스트 록 퍼포먼스(〈Jaded〉), 베스트 쇼트 폼 뮤직 비디오(〈Fly Away from He〉re) 등 3개 그래미 어워드 후보에 올랐다.

## 상업적 성과
| 전문가 평가          | 전문가 평가 |
| 총 점수              | 총 점수     |
| 출처                 | 점수        |
| -------------------- | ----------- |
| 메타크리틱           | 65/100      |
| 평가 점수            |             |
| 출처                 | 점수        |
| AllMusic             | [ 7 ]       |
| Blender              | [ 8 ]       |
| Canoe.ca             | unfavorable |
| Entertainment Weekly | B           |
| NME                  | 6/10        |
| Robert Christgau     | [ 12 ]      |
| Rolling Stone        | [ 13 ]      |

《Just Push Play》는 빌보드 200에서 2위로 데뷔하여 첫 주에 24만 장 이상이 팔렸다.

## 곡 목록
| #  | 제목                   | 작사·작곡                               | 재생 시간 |
| -- | ---------------------- | --------------------------------------- | --------- |
| 1. | 〈Beyond Beautiful〉   | 스티븐 타일러, 조 페리, 마티 프레데릭센 | 4:45      |
| 2. | 〈Just Push Play〉     | 타일러, 마크 허드슨, 스티브 두다스      | 3:51      |
| 3. | 〈Jaded〉              | 타일러, 프레데릭센                      | 3:34      |
| 4. | 〈Fly Away from Here〉 | 프레데릭센, 토드 채프먼                 | 5:01      |
| 5. | 〈Trip Hoppin'〉       | 타일러, 페리, 프레데릭센, 허드슨        | 4:27      |
| 6. | 〈Sunshine〉           | 타일러, 페리, 프레데릭센                | 3:37      |

| #   | 제목                   | 작사·작곡                        | 재생 시간 |
| --- | ---------------------- | -------------------------------- | --------- |
| 7.  | 〈Under My Skin〉      | 타일러, 페리, 프레데릭센, 허드슨 | 3:45      |
| 8.  | 〈Luv Lies〉           | 타일러, 페리, 프레데릭센, 허드슨 | 4:26      |
| 9.  | 〈Outta Your Head〉    | 타일러, 페리, 프레데릭센         | 3:22      |
| 10. | 〈Drop Dead Gorgeous〉 | 타일러, 페리, 허드슨             | 3:42      |
| 11. | 〈Light Inside〉       | 타일러, 페리, 프레데릭센         | 3:34      |
| 12. | 〈Avant Garden〉       | 타일러, 페리, 프레데릭센, 허드슨 | 4:52      |

## 인증
| 국가                                                  | 인증        | 판매량/출하량 |
| ----------------------------------------------------- | ----------- | ------------- |
| 아르헨티나 (CAPIF)                                    | 골드        | 20,000^       |
| 브라질 (Pro-Música Brasil)                            | 골드        | 50,000*       |
| 일본 (RIAJ)                                           | 2× 플래티넘 | 400,000^      |
| 스위스 (IFPI 스위스)                                  | 골드        | 20,000^       |
| 영국 (BPI)                                            | 실버        | 60,000^       |
| 미국 (RIAA)                                           | 플래티넘    | 1,000,000^    |
| *판매량을 기반으로 한 인증 ^출하량을 기반으로 한 인증 |             |               |